# Jean-Claude Lavaud
Pour les articles homonymes, voir Lavaud.
Jean-Claude Lavaud, né le 18 mai 1938 à Orléans dans le département du Loiret, et mort le 6 mars 2011 à Cesson-Sévigné, est un joueur et entraineur de football français. Durant sa carrière, il joue au poste de défenseur au Stade rennais UC.

## Carrière de joueur
- 1960-1968 : Stade rennais UC
- 1968-... : Stade brestois
- ...-... : Chamois niortais football club
- ...-... : Football Club d'Annecy

## Carrière d'entraineur
- 1971-1972 : Chamois niortais football club
- 1972-1973 : Annecy Football Club
- ...-... : Football Club d'Annecy
- ...-... : TVEC Les Sables-d'Olonne

## Palmarès
- Une sélection International A le 22 mars 1967 face à la Roumanie (1-2).
- Vainqueur de la Coupe de France en 1965 avec le Stade rennais UC.